# جوردن دياز
جوردن دياز هو لاعب القفز الثلاثي كوبي، ولد في 23 فبراير 2001.

## وصلات خارجية
- جوردن دياز على موقع الاتحاد الدولي لألعاب القوى (الإنجليزية)
- جوردن دياز على موقع اللجنة الأولمبية الدولية (الإنجليزية)
- جوردن دياز على موقع أوليمبيديا (الإنجليزية)